# Swasthani

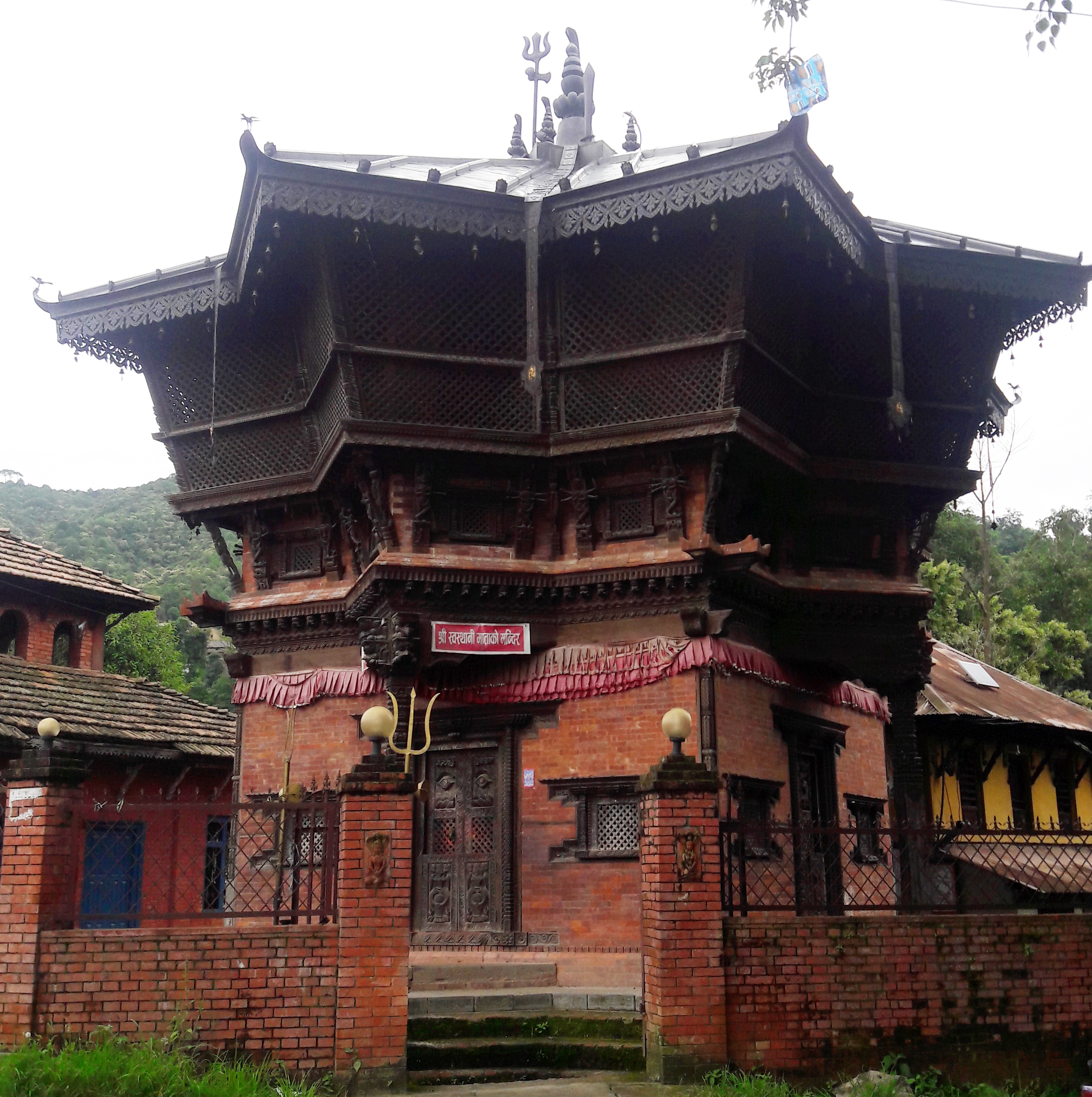
Świątynia w Sankhu

Swasthani (स्वस्थानी, trl. svasthānī, ang. Swasthani) – bogini hinduistyczna szczególnie popularna w Nepalu.
Bogini Swasthani występuje w dziele Swasthani Brata Katha, które odczytuje się uroczyście podczas miesięcznego okresu na przełomie stycznia i lutego. Jest to okres miesiąc trwającego nepalskiego święta religijnego powiązanego z częściowym postem. Szczególnie uroczyście obchodzony jest on w mieście Sankhu w Dolinie Katmandu, gdzie nad brzegiem rzeki Salinadi wzniesiono świątynię poświęconą Swasthani.